# Акентьев, Анатолий Васильевич
Анатолий Васильевич Акентьев (14 февраля 1942, Николаевка, Сельское поселение «Село Совхоз Боровский», Боровский район, Московская область, РСФСР, СССР — 23 апреля 2023) — советский спортсмен-лыжник, заслуженный мастер спорта СССР (1976), заслуженный тренер СССР. Начальник ЦСКА (1989—1992), полковник, президент Федерации лыжных гонок России (1996—2004), почётный вице-президент Международной федерации лыжного спорта (FIS).

## Биография
Закончил Военный институт физической культуры.
Спортивные достижения:
- Участник Зимних Олимпийских игр 1968 года
- Чемпион СССР (1963 — эстафета 4×10 км, 1965 — 15 км, эстафета 4×10 км, 1966 — 30 км, эстафета 4×10 км, 1967 — 15 км, 1968 — эстафета 4х10 км)
- Серебряный призёр чемпионатов СССР (1967 — 70 км, 1969, 1970, 1972, 1973 — эстафета 4х10 км)
- Бронзовый призёр чемпионата СССР (1970 — 15 км)
- Победитель Холменколленских игр (1967 — 15 км)

В 1972 году был назначен Главным тренером ЦСКА по лыжным видам спорта. Главный тренер сборной СССР и России по лыжным гонкам.
В 1979 году был избран вице-президентом Международной федерации лыжного спорта (FIS).
В 1986—1989 годах — начальник филиала ЦСКА (лыжного спорт-комплекса Тысовец в Карпатах), фактически его основатель и строитель.
В 1989—1992 годах — начальник ЦСКА, полковник.
В 1989—1991 годах — народный депутат СССР от общественных спортивных организаций (Центральный спортивный клуб Армии, квота - 1 мандат).
В 1996—2004 годах — президент Федерации лыжных гонок России.
Почётный пожизненный президент Федерации лыжных гонок России, почётный вице-президент Международной федерации лыжного спорта (FIS).
Скончался 23 апреля 2023 года на 82-м году жизни. Похоронен на Лайковском кладбище в Одинцово.

## Награды
- Орден Почёта (1998)
- Орден «Знак Почёта» (9.04.1980)[4]
- Медаль «За трудовую доблесть» (1976)
- Заслуженный мастер спорта СССР
- Заслуженный тренер СССР
- Мастер спорта СССР международного класса